# Lukas Teller
Lukas Teller (* 21. Juni 2000 in Eupen) ist ein belgischer Politiker. Seit dem 1. Juli 2024 sitzt er für die CSP Ostbelgien im Parlament der Deutschsprachigen Gemeinschaft. Zum Zeitpunkt seiner Vereidigung war Teller das jüngste Mitglied des Parlaments der Deutschsprachigen Gemeinschaft sowie jüngster Abgeordnete in einem belgischen Parlament. Teller ist Geschichtswissenschaftler und Student der Rechtswissenschaften an der Universität Lüttich.

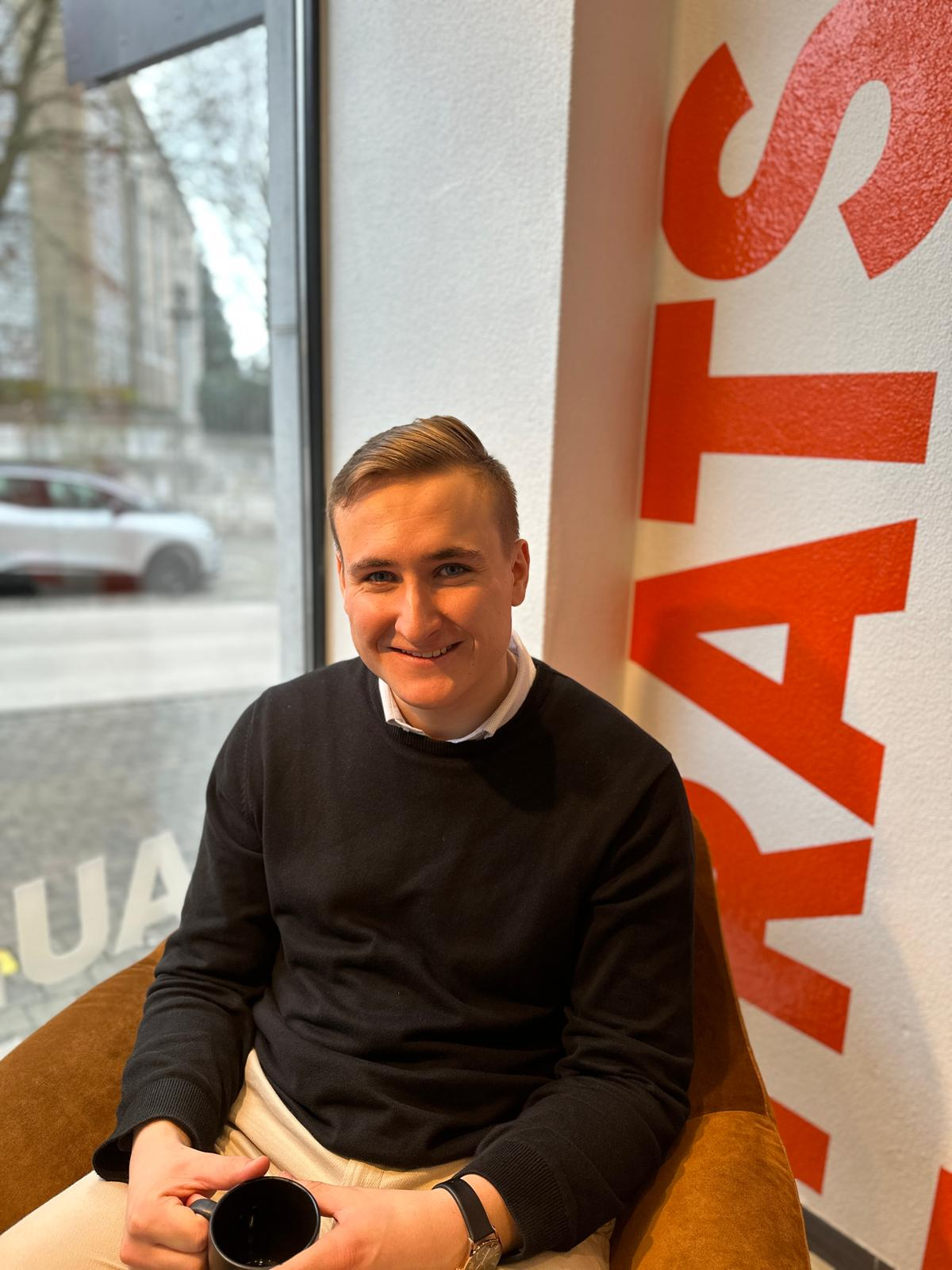

## Politischer Werdegang
Nach seinem Abitur 2019 studierte Teller Geschichtswissenschaft an der RWTH Aachen. 2019 trat er der Jungen Mitte, der Jugendorganisation der CSP bei. Seit 2021 ist Teller dessen Co-Vorsitzender. Seit 2021 ist er ebenfalls Mitglied des CSP-Parteivorstandes.
Seit dem Jahr 2021 vertritt Lukas Teller die Junge Mitte bei der Youth of the European People’s Party (YEPP).
Bei den Wahlen des 9. Juni 2024 trat Teller als Spitzenkandidat der Jungen Mitte auf der Liste der CSP an. Seit dem 1. Juli tagt der für die CSP-Fraktion als Vize-Fraktionsvorsitzender im Parlament der Deutschsprachigen Gemeinschaft.
Teller trat ebenfalls bei den Kommunalwahlen vom 13. Oktober 2024 der Gemeinde Eupen auf einer lokalen Liste der CSP Ostbelgien an und schaffte den Einzug in den Eupener Stadtrat. Dort ist er als Ratsmitglied Teil der CSP-Fraktion unter dem Bürgermeister Thomas Lennertz.
Neben seinen politischen Tätigkeiten studiert Teller Rechtswissenschaften an der Université de Liège.